# SLOW LIFE GOES ON
湘南探偵団 SLOW LIFE GOES ON（しょうなんたんていだん・スロー・ライフ・ゴーズ・オン）は、旧岐阜エフエム放送および静岡エフエム放送（K-MIX）で放送されていたラジオ番組である。
前身番組である「湘南探偵団 岐阜探偵事務所」（岐阜FMのみ放送）についても記述する。

## 出演者
- 湘南探偵団

## ネット局・放送時間

### 湘南探偵団 岐阜探偵事務所
旧岐阜エフエム放送（岐阜FM）
- 2004年11月 - 2005年03月・水曜21:00 - 21:30

静岡エフエム放送（K-MIX）
- ネットせず。

### 湘南探偵団 SLOW LIFE GOES ON
旧岐阜エフエム放送（岐阜FM）
- 2005年04月 - 2005年09月・水曜21:00 - 21:30（MUSIC9枠・前半）
- 2005年10月 - 2006年03月・水曜19:00 - 19:30（MusicQ枠・前半）

静岡エフエム放送（K-MIX）
- 2005年04月 - 2006年03月・月曜20:00 - 20:30